# Der Evangelimann (1923)
Der Evangelimann ist ein deutsches Stummfilmdrama aus dem Jahre 1923 von Holger-Madsen mit Hanni Weisse in einer Doppelrolle. Ihr zur Seite wirken die bekannten österreichischen Bühnenkünstler und Filmdebütanten Jakob Feldhammer und Elisabeth Bergner sowie der deutsche Leinwandcharakterstar Paul Hartmann in der Titelrolle. Die Geschichte basiert auf der gleichnamigen Oper (1895) von Wilhelm Kienzl, wurde aber mit Kriminalfilmelementen angereichert.

## Handlung
Niederösterreich zu Beginn der 1820er Jahre: Der glaubensfeste Matthias Freudhofer und die junge Martha sind ein heimliches aber glückliches Paar. In ihrem Glück werden sie neidvoll von Matthias’ Bruder Johannes beäugt. Um diese Harmonie zu torpedieren, informiert Johannes Marthas Vormund Friedrich Engel vom Stift St. Othmar über diese Liaison. Engel stellt daraufhin Matthias zur Rede und sorgt dafür, dass dieser seine dürftig bezahlte Position als Stiftschreiber verliert. Damit wurde Matthias die Lebensgrundlage genommen. Johannes, der selbst ein Auge auf Martha geworfen hat, versucht nun, bei dieser zu landen, wird aber von ihr zurückgewiesen. Über die junge Magdalena als Postillon d’amour versucht Matthias, Martha wieder zu sehen. Um 23 Uhr will man sich im Garten der Stiftsschenke treffen. Beide geloben sich dort ewige Treue. Johannes hat sich jedoch an Marthas Fersen geheftet und beobachtet die Szenerie. Wenig später bricht im Kloster ein Feuer aus. Matthias will bei den Löscharbeiten helfen, wird jedoch als mutmaßlicher Brandstifter festgesetzt. Für Martha bricht eine Welt zusammen.
Zwanzig Jahre ziehen ins Land, in denen Matthias nach einem Prozess als Sträfling Nr. 27 im Kerker seine Strafe absitzen muss. Verhärmt aber tief gläubig kehrt er nach seiner Haftentlassung als titelgebender Evangelimann, ein Mann Gottes, in die Freiheit und damit ins Leben zurück. Der Mann trägt Verse aus der Bibel vor. Seine Zuhörer sind Kinder aber einmal auch die reif gewordene Magdalena. Sie erkennt in dem Evangelimann das Justizopfer Matthias wieder. Er erzählt ihr von seinem hinter ihm liegenden Leidensweg, dem Gefängnisaufenthalt und dem Verlustschmerz, als er Martha verlor. Die ist in der Zwischenzeit nämlich ins Wasser gegangen. Zuvor hat sie aber noch eine Tochter geboren mit Namen Florida. Magdalena bittet Matthias wenig später darum, sich um einen schwer Kranken zu kümmern. Matthias ist entgeistert, als er sieht, dass es sich dabei um seinen schurkischen Bruder Johannes handelt, der ihm soviel Leid zugefügt hat. Johannes erblickt zunächst in dem Fremden nicht seinen Bruder. Da es sich um einen Mann Gottes handelt, beichtet er diesem seine fürchterliche Tat von einst. Als Johannes in dem Evangelimann doch Matthias wiedererkennt, bittet er um Vergebung. Matthias findet die Größe, dem Sterbenden zu verzeihen.

## Produktionsnotizen
Der Evangelimann entstand 1922/23, passierte die Zensur am 5. Juli 1923 und wurde im Dezember desselben Jahres in Wien uraufgeführt. Die deutsche Premiere fiel auf den 4. Januar 1924, als der Streifen in Berlins Tauentzienpalast anlief. Der Sechsakter besaß eine Länge von 1873 Metern.
Botho Höfer schuf die Filmbauten. Max Wogritsch war Aufnahmeleiter.
In Österreich lief der Film unter dem Titel “Um ein Weib”.

## Kritiken
Das Neue Wiener Tagblatt schrieb: „Nicht nur die spannende Handlung des „Evangelimann“, sondern noch mehr die vorzügliche Darstellung machen diesen Film zu einem der sehenswertesten der Saison. Hanni Weisse als Martha und als Florida, Jakob Feldhammer als Johannes, Paul Hartmann als Matthias, Elisabeth Bergner als Magdalene bringen das fesselnde Schauspiel eindrucksvoll zur Geltung. Es sind Glanzleistungen deutscher Filmschauspielkunst, die wir in diesem Drama sehen […]“
Die Neue Freie Presse urteilte über die schauspielerischen Einzelleistungen: „Paul Hartmann, gleich trefflich in Spiel und Maske, zeichnet zunächst einen sehr einnehmenden Liebhaber aus dem Jahre 1820, hernach schlicht und verhalten den Büßer „Nr. 27“, im Sträflingsrock, und zuletzt den alten Evangelimann. Auch Jakob Feldhammer in seiner Biedermeiermaske, die […] irgendwie an Bielers Beethoven-Bild gemahnt, liefert eine eindrucksvolle, charakteristische Gestalt. Sehr anmutig Hanni Weisse in ihrer Doppelrolle […] und ungeachtet der inhaltlich eigentlich recht bescheidenen Partie der Magdalena durch Wärme und verhaltene Innerlichkeit auffallend Elisabeth Bergner. Alles in allem, ein sehr gelungenes Opus […]“
Der Tag kritisierte den Film in vielerlei Hinsicht. Hier heißt es: „Heute muß ein Filmregisseur kein Genie mehr sein, um stilsichere, gute Bilder zu stellen. Siehe den Film „Um ein Weib“. Er hat viele große Fehler. Die Fabel, die sich zwei Akte lang fest gefügt und spannend entwickelt hat, lockert sich nachher und geht in Fransen. […] Und drei Akte angeflicktes Stimmungsnachspiel mag christlich-moralisch sehr erbaulich sein, künstlerisch und interessant ist es nicht. Auch ist die Bilderführung zu gehetzt und lässt den ausgezeichneten Schauspielern keinen Spielraum. Aber die einzelnen Bilder sind ganz ausgezeichnet.“